# 김경표 (야구 선수)
김경표(金京杓, 1960년 4월 29일 ~ 1990년 1월 7일)는 전 한국 프로 야구 MBC 청룡의 내야수였는데 경북 영덕중 졸업 후 대광고에 진학했다가 경기고 야구부로 전학하려 했으나 받아주지 않자 신일고 야구부에 들어가 학적정리가 되지 않은 채 중고야구연맹 및 야구협회에 선수등록하여 1977년 각종대회에 출전했고 이로 인해 신일고는 1977년 대통령배 고교야구대회에서 기권패를 당했다. 1990년 교통사고로 사망하였으며 가족 5명이 대성운수를 상대로 낸 손해배상청구소송을 제기했고 이 과정에서 서울민사지법 합의33부는 "프로야구 선수의 정년은 35세까지로 봐야한다"며 "피고회사는 원고 김씨(김경표)와 가족들에게 4천4백여만원을 지급하라"고 판결했다.
1. ↑  “準決(준결)진출 信一(신일) 돌연기권‥‥高校野球(고교야구)에 먹칠 유격수 金京杓(김경표) 뒤늦게 不正(부정) 선수로 밝혀져”. 조선일보. 1977년 5월 18일. 2022년 8월 8일에 확인함.
2. ↑  연합 (1990년 9월 7일). “프로야구 선수 정년은 35세”. 연합뉴스. 2020년 7월 20일에 확인함.